# A.K.A. I-D-I-O-T
A.K.A. I-D-I-O-T é o segundo EP da banda The Hives, lançado a 13 de Março de 1998.
| Críticas profissionais                                                      | Críticas profissionais |
| Avaliações da crítica                                                       | Avaliações da crítica  |
| Fonte                                                                       | Avaliação              |
| --------------------------------------------------------------------------- | ---------------------- |
| Allmusic                                                                    | [ 2 ]                  |
| Esta tabela precisa de ser acompanhada por texto em prosa. Consulte o guia. |                        |

## Faixas
1. "A.K.A. I-D-I-O-T" - 2:15
2. "Outsmarted" - 2:14
3. "Untutored Youth" - 1:34
4. "Fever" - 2:14
5. "Mad Man" - 2:38
6. "Numbers" - 1:57

## Créditos
- Pelle Almqvist - Vocal
- Nicholaus Arson - Guitarra
- Vigilante Carlstroem - Guitarra
- Chris Dangerous - Bateria
- Dr. Matt Destruction - Baixo